# ロナウド・セザール・メンデス・ジ・メデイロス
ロナウド・メンデス (Ronaldo Mendes) こと、ロナウド・セザール・メンデス・ジ・メデイロス（Ronaldo César Mendes de Medeiros、1992年8月16日 - ）は、ブラジル・サンタカタリーナ州出身のサッカー選手。チャイクル・リゼスポル所属。ポジションはミッドフィールダー (AMF) 。